# 深萱村
深萱村（ふかがやむら）は、かつて岐阜県加茂郡にあった村である。
現在の加茂郡坂祝町深萱に該当する。

## 歴史
- 1889年（明治22年）7月1日 - 町村制により、深萱村が発足。
- 1897年（明治30年）4月1日 - 酒倉村、勝山村、深田村、大針村、黒岩村、取組村と合併し、坂祝村が発足。同日深萱村は廃止。